# Ткаченко Олександр Владиславович
Олекса́ндр Владисла́вович Ткаче́нко (нар. 22 січня 1966 р., Київ, Україна) — український політик, журналіст, телепродюсер, медіаменеджер. З 2008 до 2019 років був гендиректором групи каналів «1+1 Media».
Народний депутат IX скликання від політичної партії «Слуга народу», голова Комітету ВРУ з питань гуманітарної та інформаційної політики (2019—2020). Міністр культури та інформаційної політики України з 4 червня 2020 до 27 липня 2023 року.

## Життєпис
Народився 22 січня 1966 року в Києві.

### Освіта
1990 — закінчив КНУ ім. Шевченка, факультет журналістики.
2016 року отримав диплом Harvard Business School за програмою «Business of Entertainment, Media, and Sports».
У 2018 завершив навчання у INSEAD Business School в Сінгапурі за програмою «Value Creation for Owners and Directors».

### Кар'єра в медіа
1988—1991 — редактор і ведучий щотижневої телепрограми "Молодіжна студія «Гарт» на телеканалі УТ-1.
1991—1994 — кореспондент українського представництва британського міжнародного агентства новин «Reuters» у Києві.
1994—1999 — президент продакшн-студії «Нова мова», що створювала телепрограми «Післямова» й «Обличчя світу» для каналів УТ-1 та «Інтер».
З 1994 року — автор та ведучий щотижневої інформаційно-аналітичноїпрограми «Післямова».
1996—1997 — заступник генерального продюсера каналу «1+1». Разом з командою «Післямова» створив «Телевізійна служба новин» (ТСН), що вийшла в ефір 1 січня 1997  з ведучою Аллою Мазур. В грудні 1997  залишив канал.
1998—1999 — на базі ТК «Нова мова» на замовлення телеканалу «Інтер» протягом одного телесезону створював програму у форматі інтерв'ю з міжнародними знаменитостями під назвою «Обличчя світу».
1999—2005 — генеральний директор телевізійного каналу «Новий канал». Реформував програму новин «Репортер» та запросив до неї частину команди «Післямови»: Андрія Шевченка, Іванну Найду, Ігоря Куляса. 2000 року канал увійшов до трійки найпопулярніших в Україні.
Із січня 2000 до травня 2001 — радник прем'єр-міністра Ющенка на громадських засадах. 2003 року став неформальним керівником «холдингу Пінчука» (телеканали «Новий канал», «ICTV», «СТБ»). У серпні 2004 склав повноваження керівника холдингу, а в січні 2005 — залишив «Новий канал».
2005 року очолив правління, ставши акціонером «Одеської кіностудії», займався кінодистрибуцією та розвитком мережі кінотеатрів.

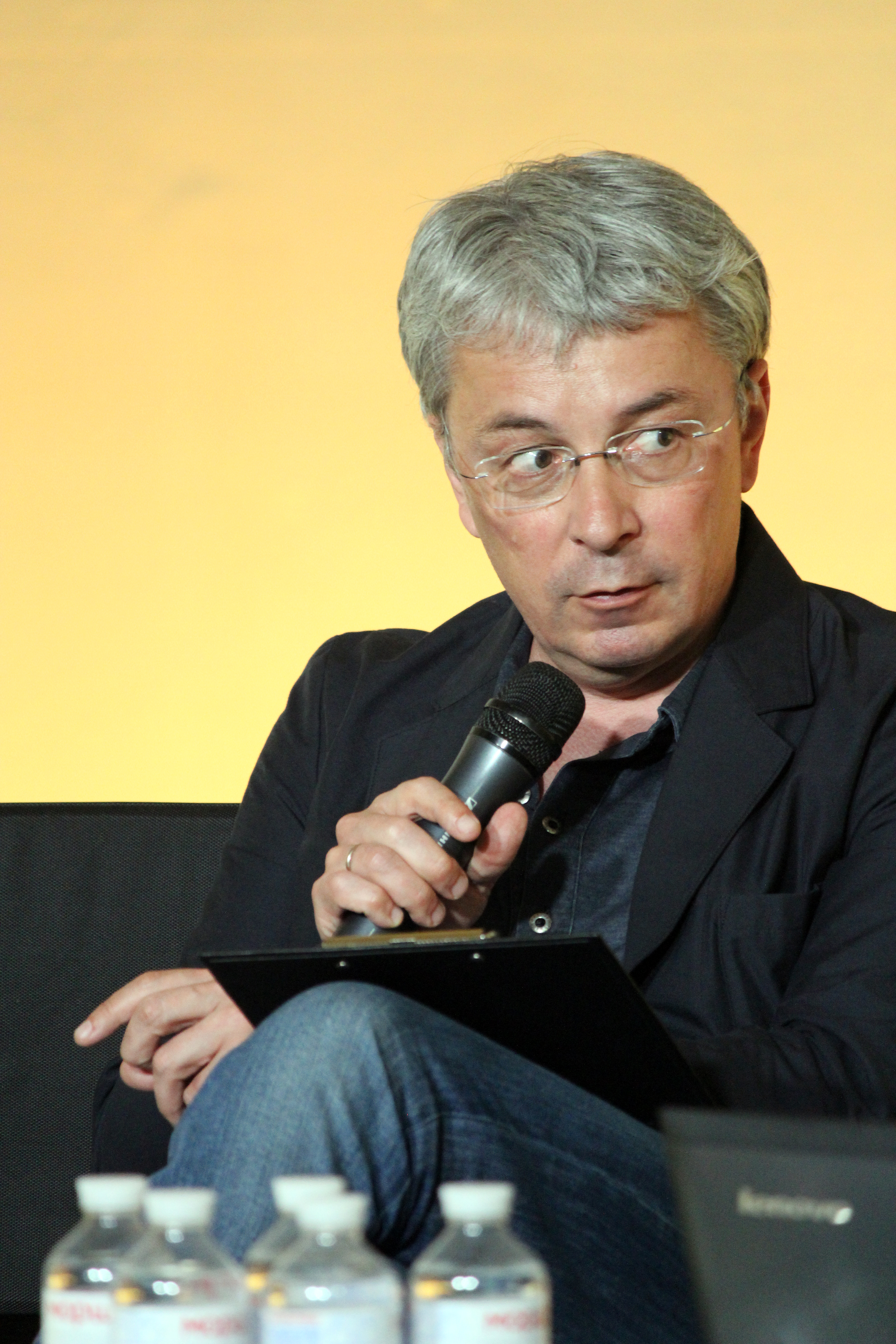
Олександр Ткаченко на Книжковому Арсеналі 2021

Починаючи із 2005 разом Андрієм Шевченком займався створенням в Україні Суспільного телерадіомовлення, був співавтором концепції створення Суспільного телебачення (Суспільного мовлення).
2008 працював у Москві заступником генерального директора телеканалу «РЕН-ТВ», яким на той момент володів німецький медіахолдинг «RTL Group».
Із серпня 2008 — гендиректор групи каналів «1+1 Media», до якої входять «1+1», «2+2», «ТЕТ» та «Сіті» (з 2012 переформатований у дитячий канал «ПлюсПлюс»), «Бігуді», «Уніан-ТВ», «1+1 International» и Ukraine Today, сейлз-хаус Плюси та компанія з виробництва телеконтенту «1+1 продакшн».

23 травня 2011 в ефір «1+1» вийшов перший випуск нової авторської телепрограми «Tkachenko.UA» у форматі 45-хвилинних інтерв'ю з політиками і знаменитостями.
За керівництва Ткаченка, у 2017 році 1+1 медіа презентувала перший звіт із корпоративної соціальної відповідальності серед медіакомпаній.
20 серпня 2019 року вийшов з бізнесу і склав повноваження керівника холдингу «1+1». 1+1 media, за словами Ткаченка змінить структуру управління, а сам Олександр стане почесним президентом медіахолдингу, ставши Почесним президентом 1+1 Медіа. 1+1 медіа змінила структуру управління, створивши Правління. Генеральним директором ТОВ ТРК «Студія 1+1» став В'ячеслав Мієнко.

## Політика
2019 обраний народним депутатом від партії «Слуга народу». На момент обрання — генеральний директор ТОВ «Телерадіокомпанія „Студія 1+1“, безпартійний, включений до виборчого списку під № 9. В парламенті очолив Комітет з питань гуманітарної та інформаційної політики (з 29 серпня 2019). Перебуваючи на цій посаді анонсував перегляд Закону про державну мову, проте втілити зміни у життя не встиг. Керівник групи з міжпарламентських зв'язків з Норвегією. За його ініціативи було впроваджено загальнонаціональний телемарафон „Єдині новини“, який розпочав свою роботу 24 лютого 2022 року.

### Парламентська діяльність
Під час депутатської діяльності (серпень 2019-червень 2020), увійшов до списку найбільших активних депутатів-законотворців. За цей період встиг долучитися до підготовки та подання 17 законопроєктів та подати 53 поправки.
Зокрема, за участі Олександра Ткаченка було внесено зміни до Законів України „Про державну підтримку кінематографії в Україні“, „Про Національну раду України з питань телебачення і радіомовлення“, а також до Закону „Про систему іномовлення України“ (щодо програмної політики та території розповсюдження)».
З 4 червня 2020 року — Міністр культури та інформаційної політики. Депутатське місце Ткаченка у Верховній раді посів Денис Маслов.

### Міністр культури
4 червня 2020 року Ткаченко був призначений на посаду міністра культури та інформаційної політики України. 11 листопада 2021 року, Олександр Ткаченко написав заяву про відставку з посади Міністра культури та інформаційної політики України, 15 листопада Апарат Верховної Ради отримав його заяву. Проте, у підсумку документ не був зареєстрований, зокрема, через відсутність підтримки рішення про відставку зі сторони фракції «Слуги народу», у зв'язку з чим надалі ситуація переросла у довгостроковий процес перемовин.
За час керування Олександром Ткаченком Міністерством культури та інформаційної політики України з 2020 року і донині було втілено низку ініціатив:
- з підтримки культури та креативних індустрій під час пандемії:

Ухвалено законопроєкт № 3851, який передбачає зменшення ставки ПДВ для культури та креативних індустрій до 7 %; виділено 1 млрд грн для підтримки сфери культури в умовах пандемії — заклади культури можуть надавати низку послуг, не сплачуючи оренду та витрачаючи 100 % зароблених коштів на розвиток власної матеріально-технічної бази; виділені кошти на грантову підтримку галузі у сумі майже на 700 млн грн (прийняття законопроєкту № 3377); збільшено бюджет на культуру на 2021 рік (12,5 млрд грн.); реалізовано пілотний проєкт з інклюзивної мистецької освіти в 17 мистецьких школах 12 регіонів.
- з розвитку українського кіновиробництва:

Ратифіковано Угоду про спільне виробництво аудіовізуальних творів між Кабінетом Міністрів України та урядом Канади; запущено механізм кеш-ребейтів для кіновиробництва і розпочато міжнародні знімання в Україні; Україна приєдналася до Eurimages — європейського фонду підтримки спільного кіновиробництва і прокату кінематографічних та аудіовізуальних творів.
- зі збереження культурної спадщини:

Ратифікований Другий протокол до Гаазької конвенції про захист культурних цінностей у разі збройного конфлікту; 175 об'єктів культурної спадщини в тимчасово окупованому Криму внесено до державного реєстру нерухомих пам'яток; в Україну повернуті дві картини, які були втрачені в ході Другої світової війни, а також одну картину передано в дар Україні; започатковано проєкт «Велика Реставрація», в рамках якої заплановано відреставрувати близько 150 культурних пам'яток України. Вже розпочато роботи над Олеськівським замком на Львівщині та Національним художнім музеєм в Києві. прийнято закон, що включає музеї до переліку структурних підрозділів закладів вищої освіти.
- з підтримки внутрішнього туризму:

Реалізовано всеукраїнський проєкт «Мандруй Україною»; розроблено регіональні стратегії розвитку туризму та визначено «туристичні магніти» регіонів.
- із захисту української мови:

Запущено Секретаріат Уповноваженого із захисту державної мови та розроблено онлайн-платформу з вивчення української мови.
- щодо збагачення Списку нематеріальної спадщини ЮНЕСКО українськими елементами:

Український борщ внесено до Списку нематеріальної культурної спадщини ЮНЕСКО 1 липня 2022 року на 5-ому позачерговому засіданні Міжурядового комітету з охорони нематеріальної культурної спадщини ЮНЕСКО. Результат об'єднаних зусиль експертів Євгена Клопотенка та Марини Соботюк, МКІП, МЗС України, Постійного представництва України при ЮНЕСКО, Посольства України у Франції.
- з метою посилення інформаційного фронту:

Ініціатива «Інформаційний Рамштайн» як єдиного інформаційного фронту країн-союзників.
Презентація запуску Центру стратегічних комунікацій та інформаційної безпеки для ефективної боротьби з дезінформацією і фейками з боку Росії.
- щодо  регуляції діяльності у сфері медіа: Закон «Про медіа», який споріднює Україну та Європу в інформаційній сфері:

31 березня 2023 року набрав чинності Закон України «Про медіа», який наблизив національне законодавство до Директиви 2010/13/ЄС про аудіовізуальні медіапослуги.
- зі збереження культурної спадщини:

«Історичний центр Одеси» внесено до списку Всесвітньої спадщини ЮНЕСКО, що перебуває під загрозою. 25 січня 2023 року на 18-й позачерговій сесії Комітету Всесвітньої спадщини ЮНЕСКО (КВС).
Верховний суд Нідерландів постановив повернути «скіфське золото» Україні, експонати виставки «Крим. Золотий острів у Чорному морі»
- щодо очищення культурного простору від символів російської імперської та радянської тоталітарної політики й ідеології":

За ініціативи Міністра, відповідаючи на запит суспільства у контексті повномасштабного вторгнення росії в Україну, створили дорадчий орган — Експертну раду Міністерства культури та інформаційної політики з питань подолання наслідків русифікації та тоталітаризму. Перші кроки Ради були сфокусовані на розгляді найбільш гучних і проблемних символів та наданні рекомендацій органам місцевого самоврядування. Дерусифікація (деколонізація) у 2022 році в цифрах: було перейменовано понад 7 650 топонімів; демонтовано 28 пам'ятників Пушкіну, 9 — Горькому, близько 20 пам'ятників та пам'ятних знаків на честь радянських визволителів та ін. Одним із найрезонансніших прикладів деколонізації публічного простору у 2022 році став демонтаж і перенесення до музею пам'ятника російській імператриці Катерині II в Одесі.
МКІП розробило законопроєкт, який став відомий як «АнтиПушкін». 3 травня 2023 року в другому читанні було ухвалено проєкт Закону «Про внесення змін до Закону України „Про охорону культурної спадщини“ щодо незанесення до Державного реєстру нерухомих пам'яток України та вилучення з Реєстру окремих об'єктів культурної спадщини».
- щодо подальшої інтеграції у культурне поле ЄС:

29 листопада 2022 року Міністр культури та інформаційної політики України Олександр Ткаченко взяв участь у засіданні Ради Міністрів освіти, молоді, культури та спорту ЄС у Брюсселі. Україна вперше була представлена у засіданні такого формату очно.
- щодо розвитку проєкту Першої леді України Олени Зеленської за підтримки МЗС України зі створення аудіогідів українською мовою у культурних пам'ятках світу:

13 грудня 2022 року Міністр Олександр Ткаченко разом з Першою леді Оленою Зеленською та Президенткою Лувру Лоранс де Кар підписали меморандум про співпрацю між музеєм, МКІП та Посольством України у Франції. В результаті цього відвідувачі Лувру зможуть досліджувати музей українською мовою. Меморандум також включав пункт про розширення співпраці та багаторівневі партнерські проєкти з музеями України.
- щодо «деокупації» святині Києво-Печерської Лаври:

Міністр Олександр Ткаченко очолив процес повернення майна Києво-Печерської Лаври до держави з користування УПЦ (МП). Договір безоплатного користування УПЦ (МП) Києво-Печерською Лаврою був розірваний  29 березня 2023 року. Це справедливе рішення спровокувало організовані хвилі хейту на Міністра та керівництво держави з боку прихильників УПЦ (МП). Однак попри всі перешкоди робота з «деокупації» Лаври була успішно продовжена. З березня по червень 2023 року було проведено інвентаризацію, повернуто на баланс Заповідника 79 об'єктів Нижньої лаври, поновлено роботу та доступ відвідувачів до Великої лаврської дзвіниці, розпочато роботу з оцифрування Лаври, а також розроблено та затверджено порядок надання доступу до Успенського собору та Трапезної церкви щодо відспівування загиблих захисників України. Розпочато розробку стратегічної візії Києво-Печерської Лаври 2023—2051 «Нова формація українськості».
7 березня 2023 року було розміщено петицію з вимогою зняти Олександра Ткаченка з посади Міністра культури та інформаційної політики. Автор петиції аргументував необхідність такого кроку «стагнацією у культурній сфері». Необхідні для розгляду Урядом 25000 голосів петиція набрала через три місяці — 2 червня 2023 року. 19 червня 2023 року Кабінет Міністрів України опублікував відповідь, де пояснюється, що зі змісту розглянутої петиції неможливо встановити факти та обставини, які б давали чіткі підстави для здійснення Прем'єр-міністром України своїх повноважень щодо порушення перед Верховною Радою України питання про звільнення Міністра культури та інформаційної політики Ткаченка О. В..

### Заміна радянського герба на український тризуб на щиті Батьківщини-матері
На початку літа 2022 року Олександр Ткаченко ініціював процес заміни герба СРСР на український тризуб. 21 липня 2022 року закінчилось голосування у застосунку «Дія» — «Як бути з гербом СРСР на щиті Батьківщини-Матері у Києві». 85 % відсотків українців проголосували за заміну герба СРСР на тризуб. Рівно рік по тому Олександр Ткаченко оголосив про запуск масштабного проєкту із заміни радянської символіки найвищого монументу в Європі — «Тризуб Батьківщини».
23 серпня 2023 року до Дня прапора на щиті сталевої Оранти, що розташована поруч з нещодавно духовно деокупованою Києво-Печерською лаврою, замість герба СРСР з'явився символ волі українців — Тризуб. Проєкт був повністю профінансований за кошти великого бізнесу, жодної копійки з державного бюджету для його реалізації залучено не було. На заклик Олександра Ткаченка долучитися до історичного проєкту відгукнулися: Нова пошта, KAN Development, WOG, Перша приватна броварня, BGV Group Management, ПУМБ, Ощадбанк, ПриватБанк, OTP Bank Україна, Monobank, Незалежна асоціація банків України, Український Аграрний Холдинг. Ці компанії вже закупили сотні дронів та перерахували мільйони на фронт. У цьому ж проєкті вони долучились до перемоги історичної — на культурному фронті.
Про всі етапи та складнощі процесу заміни символів минулого детально розказано у документальному проєкті «Символ і Воля». Фільм включає ексклюзивні історії від людей, які були свідками та активними учасниками історичних подій — від інженерів, хто зводив монумент, до альпіністів та скульпторів, які брали участь у заміні радянського герба на український тризуб.
Як головний ідеолог проєкту, Олександр Ткаченко зазначив: «Якщо запитати, що ви б хотіли зберегти під час війни, крім життів наших людей та осель, переконаний, що відповіддю була б наша культурна спадщина, бо саме вона — про ідентичність та цінності, про нашу історію та мову, про те минуле, яке ми хочемо передати нашому майбутньому. І Тризуб на щиті, що видно далеко за межами Дніпровських круч — як символ нашої незламності та віри в перемогу».

### Після повномасштабного вторгнення
20 липня 2023 року Ігор Кондратюк гостро розкритикував рішення Уряду, яким виділено із держбюджету на комедійний серіал Юрія Горбунова «Смт Інгулець» 33 млн грн., в той час, коли не налагоджена навіть складальна лінія по виробництву дронів для ЗСУ.
У свою чергу Олександр Ткаченко заявив: «Це нормально, що під час війни держава підтримує у тому числі серіальне виробництво». Також Ткаченко вважає доречним добудову музею Голодомору під час війни за понад 500 мільйонів грн. У вечірньому зверненні Президент України Володимир Зеленський, рекомендував пріорітизувати витрати державних коштів, та оплачувати виробництво кіноіндустрії з залучених коштів інвесторів. Також варто наголосити, що попри деяке суспільне обурення, у державному бюджеті на 2024 рік закладені кошти і на підтримку кіносеріального виробництва, і на добудову музею Голодомору.
21 липня Олександр Ткаченко написав заяву про звільнення з посади Міністра культури та інформаційної політики України.. «Культура під час війни важлива, бо це війна не тільки за території, а за людей, а люди — це наша пам'ять, історія, мова, творчість попри війну, спадщина і минуле заради майбутнього», — написав Ткаченко.

## Родина та особисте життя
Діти: доньки Олександра (1989 р.н.) та Єва (2012 р.н.), син Данило (2015 р.н.).
Дружина — Ткаченко Анна Володимирівна (до шлюбу Баранник) — ексдиректорка 1+1 Digital та Інновації, з січня 2021 року — голова digital-департаменту проросійських телеканалів «Kyiv.live» та «Odesa.live».
З 1987 по 2009 рік був одружений з українською сценаристкою, продюсеркою компанії Art Forms Production Тетяною Гнєдаш.

## Власність
2018 року задекларував у власності:
- 5 % акцій ТРК 1+1, 25 % акцій інтернет-видання The Babel;
- 16,67 % акцій Квартал-ТВ;
- власник кінокомпаній Кінолав, HTM, 1+1 Продакшн та книговидавничої компанії Книголав.

Спільно з дружиною є власником 9 компаній.

## Критика
У період правління Януковича, за результатами щорічного дослідження Інституту масової інформації та Незалежної медіа-профспілки потрапив у десятку найбільших ворогів української преси у 2012—2013 роках.
1 листопада 2018 року потрапив до списку 322 громадян України, проти яких були введені російські санкції.
4 листопада 2019 року вийшло розслідування BIHUS.info, у якому було вказано, що одразу після виходу сюжету програми «Гроші» про незаконну забудівлю на Трухановому острові, в соцмережах телеменеджера почали з'являтися світлини звідти.
30 червня 2021 року телеведуча Кароліна Ашіон заявила, що Олександр Ткаченко ніби-то робив расистські висловлювання щодо неї під час кастингу ведучих для ранкового шоу на телеканалі «2+2», що відбувався, за її словами, 6 років тому. Кароліна була шокована й звільнилася з телеканалу. Олександр Ткаченко заявив, що проведення кастингів не було його прямою роботою.
22 серпня 2022 року взяв участь у всеукраїнському флешмобі «#тризубнезалежності», в якому громадянам пропонувалось в якості вітання із днем прапора показувати жест із трьох пальців у відповідності до букви «Н» української дактильної абетки, який би означав першу букву слова «Незалежність»: вказівного, середнього та мізинця (великий та безіменний при цьому мають бути зігнуті). Цей жест викликав хвилю критики у зв'язку з віддаленим нагадуванням схожого жаргонного жесту, який має сексуальний підтекст.
У квітні 2023 року вийшов огляд під назвою «Чому українці вимагають відставки Міністра культури Олександра Ткаченка».
23 червня 2023 року на фестивалі «Книжковий арсенал» під час дискусії «Критичність моменту: державна політика у сфері книговидання» за участі Міністра культури та інформаційної політики України Олександра Ткаченка відбулася акція з вимогою відставки посадовця. Протестувальники тримали плакати з написами «Ткаченко має піти», «Ткаченко геть», «Ткаченка у відставку», «Розграбовані музеї = діяльність Ткаченка», «Ткаченко знищує культуру» тощо. Претензії активістів, зокрема, стосувалися правил виїзду за кордон українських артистів, ситуації навколо «Довженко-Центру», ставлення до російської культури, відсутності охорони пам'яток і музеїв під час війни, репрезентації української культури, розподілення бюджету тощо.. Після свого виступу Олександр Ткаченко підійшов до протестувальників поспілкуватися, а також запросив їх на особисту зустріч, під якої всі охочі змогли б озвучити справедливі претензії та запитання. 26 червня в Національному художньому музеї України Олександр Ткаченко зустрівся з небайдужою громадськістю. Він публічно відповів на всі запитання присутніх й запропонував більше та регулярно обговорювати все, що турбує громадськість. Активісти, які влаштували акцію протесту на фестивалі «Книжковий арсенал», на зустріч не прийшли.

## Скандали та звинувачення
2 травня 2025 року Служба безпеки України зареєструвала кримінальне провадження за ст. 111 КК України (Держзрада), щодо Олександра Ткаченка. На думку представники Української Гельсінської Спілки та низка громадських організацій, що подали заяву, група вказаних осіб серед яких Ткаченко, використовуючи державні посади, вчинила низку дій, спрямованих на підтримку ворога під час війни, зокрема приховування злочинів кремля проти української нації.

## Фільмографія
Виступив продюсером телефільмів:
- «Завтра буде завтра» (2002), копродукція Нового каналу (Україна) та СТС (Росія);
- «Біля річки» (2006);
- «Доярка з Хацапетівки» (2007);
- «Ворожея» (2007);
- «Сапери» (2007);
- «Тільки кохання» (2010);
- «Висоцький. Дякуємо, що живий» (Росія, 2011);
- «Будинок з вежкою» (2012);
- «Все одно ти будеш мій» (мінісеріал, 2015);
- «Останній москаль» (2015—2016);
- «Матусі» (2015—2017, копродукція з російським каналом СТС);
- «Пісня пісень» (2015);
- «Поцілуємося» (2015);
- «Катерина» (2016);[101]
- «Папараці» (2016);
- «Століття Якова» (2016);
- «Не зарікайся» (2016, ТРК Україна);
- «Ментівські війни. Київ» (2017);
- «Гарний хлопець» (2017);
- «Стоматолог» (за повістю Павла Бєлянського «Стоматолог хоче одружитися») (2018);
- «Школа» (1-2 сезон, 2018);
- «Чорний ворон» (2019).

## Відзнаки
- учасник топ-100 найвпливовіших українців (2015[102], 2016[103], 2017[104], 2018, журнал «Фокус»)
- учасник топ-200 найвпливовіших українців (2010[105], 2011[106], 2012[107], журнал «Фокус»)
- учасник топ-100 топменеджер України (видання delo.ua), входить до трійки рейтингу
- 2017 — за версією премії «X-Ray Marketing Awards» потрапив до ТОП-3 «гендиректорів, орієнтованих на маркетинг»[108]
- 2018 — команда керівників 1+1 Media посіла друге місце в рейтингу «Business HReformation 2018.Найкращі роботодавці України» (журнал «Бізнес») у номінації «Сильний топменеджмент — Dream Team»[109]
- Почесний президент 1+1 Медіа[110]